# Portlandia grandiflora
Portlandia grandiflora là một loài thực vật thuộc họ Rubiaceae. Đây là loài đặc hữu của Jamaica.

## Hình ảnh

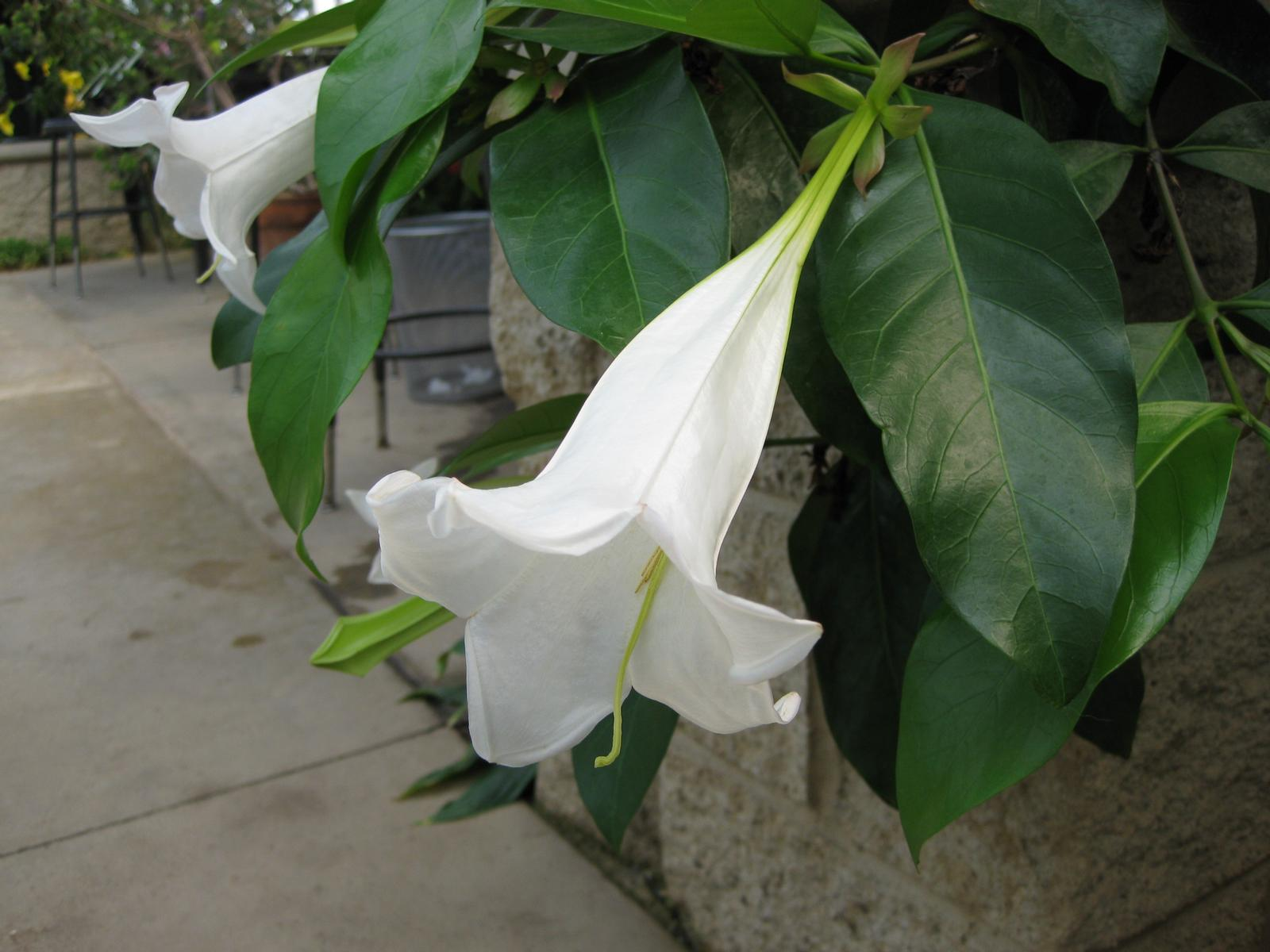
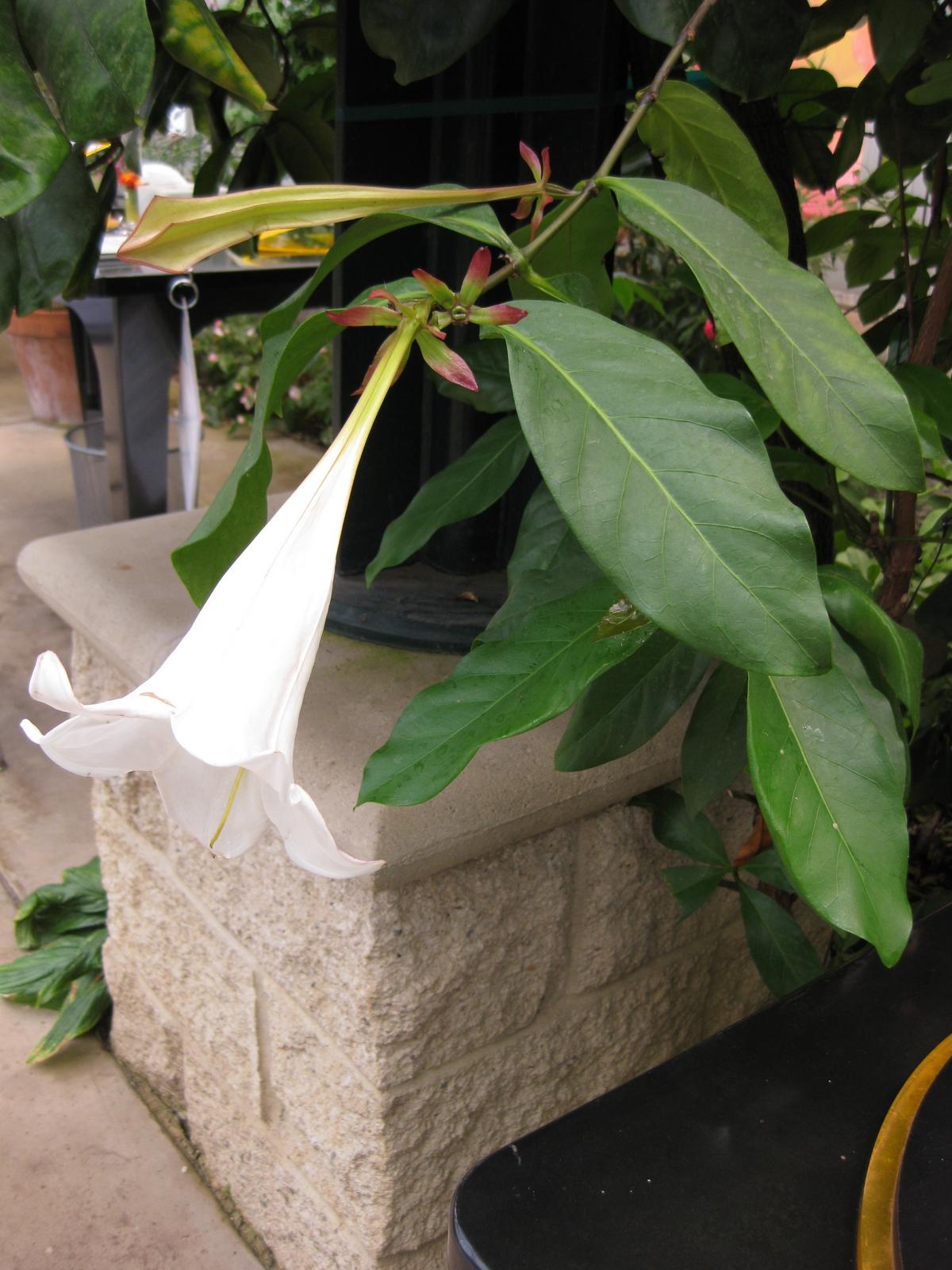
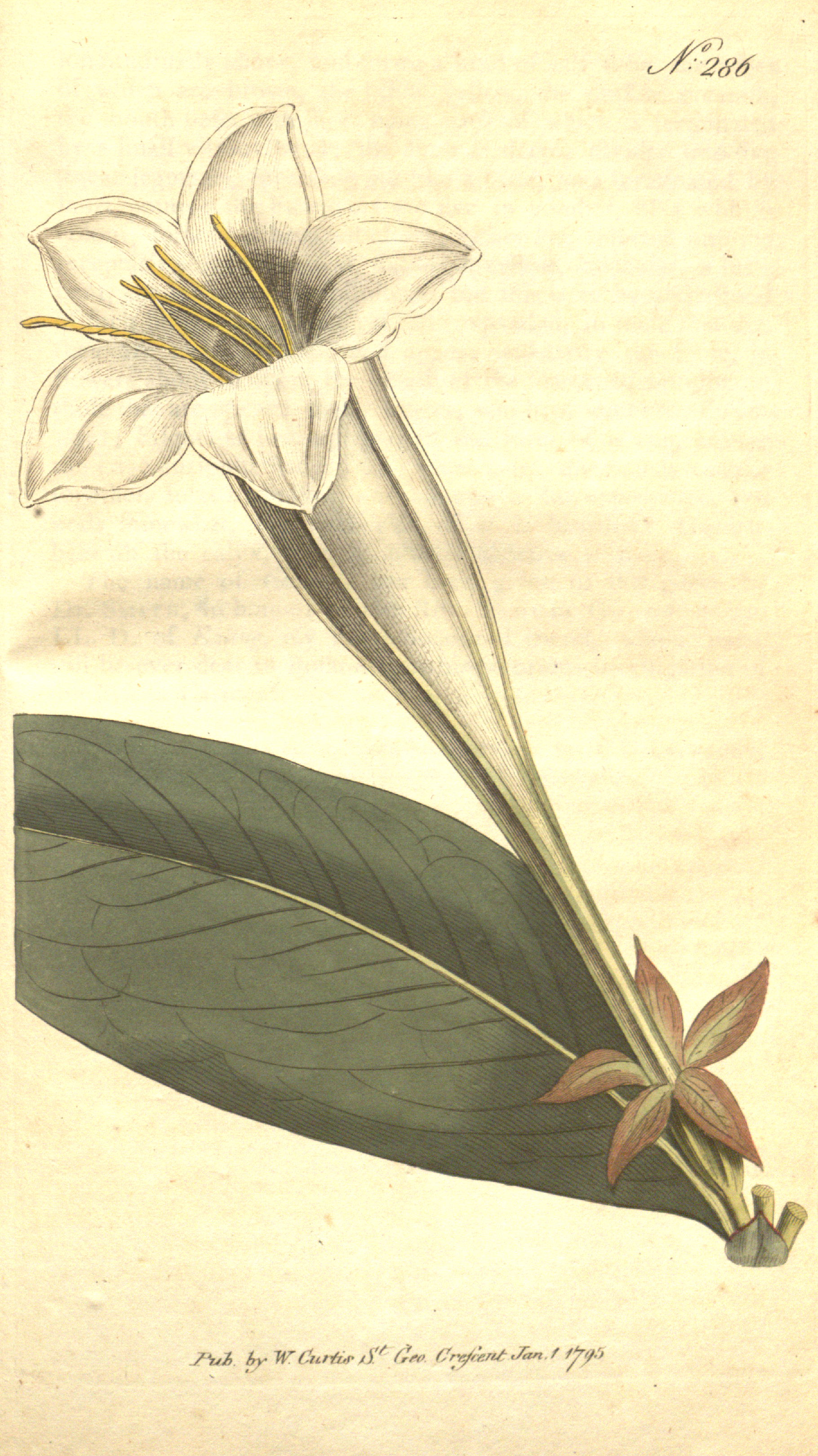